# Шаки (Нигерия)
Шаки (англ. Shaki) — город в юго-западной части Нигерии, на территории штата Ойо. Входит в состав района местного управления Западный Шаки.

## Географическое положение
Город находится в северной части штата, вблизи истока реки Офики, к востоку от верховьев реки Огун, на высоте 456 метров над уровнем моря.
Шаки расположен на расстоянии приблизительно 135 километров к северо-северо-западу (NNW) от города Ибадан, административного центра штата и на расстоянии 440 километров к западу-юго-западу (WSW) от Абуджи, столицы страны.

## Население
По данным переписи 1991 года численность населения Шаки составляла 89 595 человек.
Динамика численности населения города по годам:
| 1991   | 2012    |
| ------ | ------- |
| 89 595 | 126 416 |

## Экономика и транспорт
К продуктам городского экспорта относится хлопок, рис, тик, табак, краска индиго, алюминиевая посуда, а также продукция текстильной промышленности.

Ближайший аэропорт расположен в городе Параку (Бенин).